# Лапорт, Кристоф
Кристоф Лапорт (фр. Christophe Laporte; род. 11 декабря 1992 в Ла-Сен-сюр-Мере, Франция) — французский профессиональный шоссейный велогонщик, выступающий за команду «Jumbo-Visma».

## Достижения
2013
2-й  Средиземноморские игры в групповой гонке
6-й Ля Кот Пикард
7-й Гран-при Мармо
2014
6-й Ля Ру Туранжель
2015
1-й Тур Вандеи
3-й Ле-Самен
3-й Гран-при Валлонии
9-й Три дня Западной Фландрии
2016
6-й Париж — Бурж
2017
1-й Тур Вандеи
5-й Париж — Бурж
7-й Этуаль де Бессеж
8-й Тур Дании
2018
1-й Тро-Бро Леон
Тур Прованса
1-й  Очковая классификация
1-й Этапы 1 & 3
1-й Этап 3 Тур Бельгии (ИГ)
1-й Этап 1 Тур Люксембурга
2-й Этуаль де Бессеж
1-й Этап 2
2-й Гран-при Исберга
3-й Париж — Бурж
4-й Гент — Вевельгем
5-й Гран-при Фурми
2019
1-й  - Этуаль де Бессеж
1-й на этапе 2 и 4
1-й в Прологе и на этапе 1 Тур Люксембурга
2022
2-й Чемпионат мира — групповая гонка

## Статистика выступлений

### Гранд-туры
| Гонка           | 2015 | 2016 | 2017 | 2018 |
| --------------- | ---- | ---- | ---- | ---- |
| Джиро д'Италия  | —    | —    | —    | —    |
| Тур де Франс    | 127  | 157  | 133  | 124  |
| Вуэльта Испании | —    | —    | —    | —    |

| — | Не участвовал |